# بطولة طوكيو 2016 للشباب في قطاع غزة
بطولة طوكيو 2016 للشباب في قطاع غزة أو بطولة طوكيو 2016 للشباب في قطاع غزة تحت 19 سنة هي النسخة الأولى من بطولة طوكيو للشباب في قطاع غزة.
وتوج بها نادي خدمات رفح بعد أن فاز على نادي خدمات البريج في النهائي بنتيجة ثقيلة بخمسة أهداف مقابل هدف.